# Apriona krieschei
Apriona krieschei är en skalbaggsart som beskrevs av Gilmour 1958. Apriona krieschei ingår i släktet Apriona och familjen långhorningar. Inga underarter finns listade i Catalogue of Life.